# George Digby, II conte di Bristol
George Digby, II conte di Bristol (Madrid, 22 febbraio 1612 – Londra, 20 maggio 1677), è stato un nobile, politico e diplomatico inglese.
Nato a Madrid, figlio John Digby, I conte di Bristol, George Digby successe al padre nel titolo di Conte di Bristol e Pari d'Inghilterra nel 1641. Studiò ad Oxford e nel 1632 prese in moglie Anne Russel, figlia del quarto Conte di Bedford, divenendo così cognato di William Russell, I duca di Bedford. Fine intellettuale, fece parte della corte di Carlo I Stuart. Nel clima acceso che precedette la rivoluzione difese Thomas Wentworth, I conte di Strafford senza riuscire ad impedirne la decapitazione. Allo scoppio della guerra civile inglese si schierò dalla parte dei realisti, contro le forze puritane del Parlamento presenziando ad alcune battaglie e assedi.
Si convertì al cattolicesimo.

## Biografia

### I primi anni
Digby era figlio primogenito di John Digby, I conte di Bristol e di sua moglie, Beatrice Walcott. Venne battezzato nella capitale spagnola. All'età di 12 anni apparve alla Camera dei Comuni per perorare la causa di suo padre che era imprigionato alla Torre di Londra. La sua persona, giovane e graziosa, divenne nota anche per le sue straordinarie doti di oratore e fece una grande impressione sul pubblico presente. Venne ammesso quindi al Magdalen College di Oxford, il 15 agosto 1626, dove divenne pupillo favorito di Peter Heylin. Trascorse gli anni successivi nello studio e nei viaggi, tornando, secondo quanto riportò George William Frederick Villiers, IV conte di Clarendon, "come una la persona tra le più colte della nostra nazione e forse di ogni altra nazione, contraddistinto da un carattere rimarcabilmente allegro". Nel giugno del 1634 Digby venne condannato alla Fleet Prison sino al luglio di quell'anno per aver colpito Crofts, un gentiluomo di corte, a Spring Gardens, e probabilmente tale duro trattamento gli venne riservato in quanto suo padre era stato ostile alla corte. Divenne Master of Art nel 1636. Nel 1638 e nel 1639 vennero scritte le Lettere tra Lord George Digby e Sir Kenelm Digby, cavaliere, sulla Religione (pubblicato nel 1651), nel quale Digby attaccava il cattolicesimo.

### La politica e la Guerra civile
Nell'aprile del 1640, Digby venne eletto membro del parlamento per la costituente di Dorset durante il Breve Parlamento. Venne rieletto a tale carica anche nel Lungo Parlamento nel novembre del 1640. Con John Pym e John Hampden prese parte attiva all'opposizione a Carlo I d'Inghilterra. Il 9 novembre tenne un discorso sul deplorevole stato del regno e l'11 novembre venne incluso nella commissione istituita per indagare sul caso di impeachment di Thomas Wentworth, I conte di Strafford, contro il quale egli dimostrò un particolare zelo. Dopo il fallimento delle accuse, riconsiderò la faccenda e si oppose a che Strafford venisse disonorato, tenendo a tal proposito un discorso il 21 aprile 1641, accentuando la debolezza delle prove apportate da Henry Vane contro il prigioniero, e mostrando l'ingiustizia di una legislazione ex post facto nel condannare un uomo per gli tali atti. Come conseguenza, egli divenne particolarmente inviso al partito dei parlamentari e venne accusato di aver rubato le prove che Vane aveva portato come ulteriori motivi di accusa. Il 15 luglio il suo discorso venne bruciato sulla pubblica piazza su ordine della Camera dei Comuni.
L'8 febbraio tenne un nuovo importante discorso alla Camera dei Comuni invocando la riforma protestante ed opponendosi all'abolizione della chiesa episcopale. L'8 giugno, durante un'infuocata discussione sull'esercito, riuscì a fuggire rocambolescamente dalla Camera ed il giorno successivo di modo da salvarlo da ulteriori attacchi personali, Carlo I d'Inghilterra lo convocò alla Camera dei Lords con un writ of acceleration per il titolo di barone di Digby già posseduto da suo padre.
Lo stesso re Carlo seguì i malcapitati consigli di lord Digby e si circondò di personaggi come Edward Hyde, I conte di Clarendon e Lucius Cary, II visconte Falkland. Nel novembre del 1641, Digby svolse "un servizio particolarmente buono" e si guadagnò "una notevole ammirazione", parlando presso i Lodrs contro il ruolo dei cattivi consiglieri. Egli suggerì a re Carlo l'impeachment per cinque membri e l'urgenza di arrestarli per la data del 4 gennaio 1642. Il progetto fallì in parte in quanto non riuscì ad assicurarsi l'arresto di Lord Mandeville. Il giorno successivo Digby tentò di arrestare con la forza i cinque membri in città.
Nel medesimo mese, Digby venne obbligato a comparire presso i Lords per rispondere dell'accusa di alto tradimento per un supposto tentativo armato a Kingston, ma preferì invece abbandonare le coste inglesi alla volta di quelle olandesi, dove si incontrò con la regina consorte Enrichetta Maria di Francia ed il 26 febbraio venne ufficialmente dichiarato traditore. Visitò quindi Carlo I a York travestito da francese, ma durante il viaggio di ritorno verso la Repubblica olandese venne riconosciuto, catturato e portato a Hull. Dopo un breve periodo di prigionia, riuscì a fuggire e Sir John Hotham venne accusato della sua fuga. Presenziò alla Battaglia di Edgehill e venne ferito durante l'assalto a Lichfield. Dopo una discussione con il principe Rupert del Reno, decise di abbandonare i propri incarichi militari e fece ritorno a Oxford dal re, sul quale ottenne ulteriore influenza.
Il 28 settembre 1643 venne nominato segretario di stato e consigliere privato, ed il 31 ottobre divenne High Steward dell'Università di Oxford. Supportò quindi la politica di Enrichetta Maria di Francia e degli alleati esterni per dare aiuto all'Irlanda, e prese parte agli imprudenti e mal organizzati negoziati che anziché aiutare il re ne peggiorarono la posizione. Le sue fiere dispute col principe Rupert ed i suoi sostenitori, furono spesso causa di imbarazzo per la corte. Il 14 ottobre 1645 venne nominato Tenente Generale delle forze realiste a nord del Trent. L'intenzione era quella di spostarsi e ricongiungere le sue truppe con Montrose, ma venne sconfitto il 15 ottobre a Sherburn, occasione nella quale venne inoltre catturata anche la sua corrispondenza che rivelò le aspettative del re dai moti irlandesi e i suoi legami con gli scozzesi. Digby riuscì a raggiungere Dumfries, ma trovandosi la strada sbarrata, scappò il 24 ottobre verso l'Isola di Man. Riparò quindi in Irlanda, dove fece arrestare Glamorgan. Dall'Irlanda scrisse a Hyde "Non sono arrivato sin qui nuotando! chi dapprima così irriconciliabilmente odioso al partito puritano, ora riesce ad essere odioso quanto i Papisti come me stesso?"

### L'esilio
Il piano di Digby' era quello di portare Carlo, principe del Galles alla testa del movimento realista sull'isola. Quando raggiunse Carlo nel Jersey nell'aprile del 1646, era intenzionato a costringerlo con la forza, ma venne fatto recedere da Hyde. Digby viaggiò quindi a Parigi per ottenere da Enrichetta Maria il consenso al suo piano, ma richiese che Carlo lo accompagnasse. Tornò in Irlanda il 29 giugno, ed alla resa dell'Isola alle forze del parlamento, fuggì nuovamente in Francia. A Parigi, tra i Realisti, si trovò in un covo di nemici intenzionati a fargli pagare le sue leggerezze passate. Il principe Rupert lo dileggiò diverse volte, e si trovò a dover combattere in duello Lord Wilmot. Continuò le sue avventure servendo le truppe di Luigi XIV di Francia nella guerra della Fronda scoppiata in quegli stessi anni, distinguendosi largamente. Nel 1651 venne nominato Tenente Generale dell'esercito francese e comandante delle forze nelle Fiandre, onori che ad ogni modo durarono poco.
Durante l'assenza del Cardinale Mazzarino da corte, Digby aspirava a divenire il suo successore. Quando ad ogni modo il cardinale tornò in pieno potere, fu lui personalmente ad inviare Digby in una spedizione militare in Italia per allontanarlo dalla corte. Quando Digby fece ritorno in Francia gli venne detto di essere all'interno della lista degli espulsi dalla Francia, in accordo col nuovo trattato sottoscritto con Oliver Cromwell.
Nell'agosto del 1656 si riunì con Carlo II a Bruges, e per vendetta nei confronti di Mazzarino, offrì i propri servigi a Giovanni d'Austria nei Paesi Bassi del sud, aggiudicando la resa della guarnigione di St. Ghislain alla Spagna nel 1657. Il 1º gennaio 1657 venne nominato segretario di stato da Carlo II, ma poco dopo venne costretto a rinunciare al proprio incarico per essersi convertito al cattolicesimo, probabilmente con l'idea di rendersi maggiormente favorevole nei confronti degli spagnoli che stava servendo in quel momento. Carlo, ad ogni modo, lo portò con sé in Spagna in virtù delle proprie conoscenze nel 1659. Pur inviso agli spagnoli, riuscì ad ingraziarsi Filippo IV di Spagna a Madrid. Digby succedette quindi al titolo di conte di Bristol dopo la morte di suo padre nel gennaio del 1659 e venne creato cavaliere dell'Ordine della Giarrettiera in quello stesso mese.

### La restaurazione
Quando lord Bristol tornò in Inghilterra con la Restaurazione, si trovò escluso da gran parte degli incarichi di governo a causa della propria scelta religiosa e venne quindi relegato ad un ruolo di secondaria importanza. Tentò di attirarsi l'attenzione della corte con invettive al parlamento, in particolare dimostrandosi estremamente ostile nei confronti del conte di Clarendon. Negli affari esteri, si schierò sempre fortemente in appoggio alla Spagna, opponendosi al matrimonio del re con Caterina di Braganza. Riuscì ad ogni modo a persuadere Carlo a inviarlo in Italia per visionare le principesse de Medici, ma il matrimonio con la principessa portoghese venne ad ogni modo concluso durante la sua assenza.
Nel giugno del 1663, il conte di Bristol tentò di sconvolgere la gestione Clarendon della Camera dei Comuni, ma il suo intrigo venne scoperto ed esposto al parlamento dallo stesso Carlo II, il quale riuscì ad esonerarlo anche dalla Camera dei Lord. Quando il conte confessò di "essersi preso anche troppa libertà come un commediante" questo discorso gli procurò diverse risa. Nel luglio di quello stesso anno tentò di riconciliarsi col re, ma fallì anche in quello, facendo esclamare il re "farebbe meglio a fare qualcosa che lo svegli fuori e che lo faccia occupare dei fatti suoi". Il 10 luglio fu tra coloro che accusarono il conte di Clarendon presso i Lords di alto tradimento. Quando l'accusa si dimostrò infondata, egli ribatté con nuove accuse e venne espulso dalla corte per i successivi due anni.
Nel gennaio del 1664, il conte di Bristol, nella sua casa di Wimbledon, rinunciò pubblicamente al cattolicesimo, dichiarandosi protestante, col motivo probabilmente di assicurarsi l'immunità dalle accuse rivoltegli. Ad ogni modo, quando Clarendon venne meno nel suo potere, il conte di Bristol venne riammesso a corte e riprese il suo seggio ai Lords il 29 luglio 1667. "Il re," scrisse Samuel Pepys nel novembre di quello stesso anno, "che non molto tempo fa ha detto di Bristol che era un uomo capace in tre anni di farsi fortuna in qualsiasi regno e che era altrettanto capace di perderla in tre mesi, ora lo abbraccia e lo raccomanda in ogni parte del mondo." Ancora una volta, quando chiese delle punizioni esemplari per il conte di Clarendon, ottenne un rifiuto dai Lords e per risposta li accusò di ribellione, entrando nel dissenso con la solita "gran furia" che da sempre lo contraddistingueva.
Il 15 marzo 1673, ritornato di fede cattolica, parlò favorevolmente del Test Act, descrivendosi come "un cattolico della chiesa di Roma e non un cattolico della corte di Roma", perciò asserendo la sua insoddisfazione circa l'allontanamento dei cattolici dai pubblici uffici in Inghilterra. La sua carriera avventurosa ed erratica si concluse con la sua morte il 20 marzo 1677.

## Matrimonio e figli
Il conte di Bristol sposò lady Anne Russell, figlia di Francis Russell, IV conte di Bedford e di sua moglie, Catherine Brydges. La coppia ebbe quattro figli:
- John Digby, III conte di Bristol (c. 1635 - 18 settembre 1698). Morto senza eredi.
- Francis Digby (m. 1672). Morto celibe.
- Diana Digby. Sposò il barone Moll nelle Fiandre.
- Anne Digby (m. 26 aprile 1715). Sposò Robert Spencer, II conte di Sunderland. Fu antenata di Sarah Ferguson, duchessa di York (n. 1959) e di Diana Spencer, principessa di Galles (1961–1997).

## Il conte di Bristol: un personaggio senza eguali

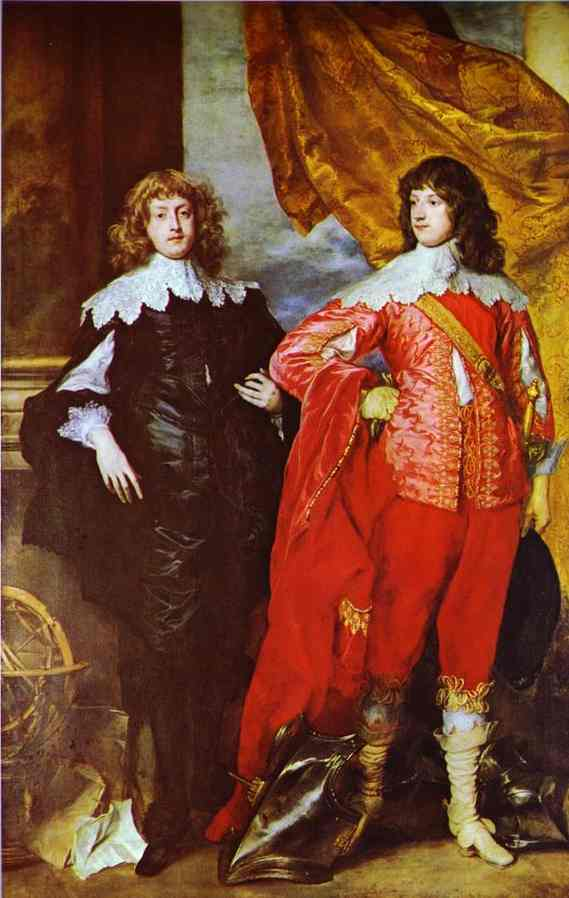
Ritratto di George Digby (a sinistra) nel 1637 con William Russell, I duca di Bedford

Il conte di Bristol fu una delle personalità più stravaganti della propria epoca, uomo di brillanti e molteplici talenti, grande oratore, capace di distinguersi senza particolare sforzo in attività disparate, sicuramente dotato naturalmente, ma anche ambizioso senza limiti e instabile a più non posso.
Clarendon lo descriveva come "l'unico uomo che io abbia mai conosciuto ad essere né incomparabile né saggio per una qualsiasi delle esperienze che gli si presentassero", e riportò la sua straordinaria facilità nel farsi degli amici come nel farsi dei nemici. Horace Walpole lo descrisse come "una persona singolare la cui vita fu una continua contraddizione". "Egli - scrisse sempre Walpole - scrisse contro il papato e poi lo abbracciò; fu uno zelante oppositore della corte e si sacrificò per essa; fu serio oppositore durante il processo a lord Strafford e fu poi uno dei persecutori di lord Clarendon. Con i suoi grandi ruoli, si fece sempre male e male arrecò anche ai suoi amici; con romantico coraggio, fu sempre un comandante senza successi. Parlò a favore del Test Act, da cattolico; si destreggiò in astrologia ed alla ricerca della vera filosofia. Samuel Pepys nel 1668 riportò nel suo diario un commento riferitogli sul conte di Bristol da un cavalier, Mr. Ball: "Dico che col ritorno del re la nazione non sarà mai tranquilla se quell'uomo rimarrà vivo".
Oltre alla sua giovanile corrispondenza con Sir Kenelm Digby sulla religione, già menzionata, egli fu autore di un'Apologia (1643) [Thomason Tracts, E. 34 (32)], dove giustificò il suo supporto alla causa del re; di una commedia dal titolo Elvira (1667) [Stampata nella R. Dodsley's Select Collection of Old English Plays (Hazlitt, 1876), vol. xv], e di Worse and Worse, adattamento da una commedia spagnola, ma non stampata. Tra le altre opere ascrittegli citiamo con Sir Samuel Tuke la paternità de The Adventures of Five Hours (1663). Molti dei suoi discorsi vennero stampati e godettero di una discreta fama.